# Elias Corey
Elias James Corey (ur. 12 lipca 1928 w Methuen, Massachusetts) – amerykański chemik libańskiego pochodzenia. Zajmuje się chemią organiczną. W Massachusetts Institute of Technology w 1948 roku otrzymał tytuł magistra, a w 1950 tytuł doktora. Później pracował na Uniwersytecie Illinois (UIUC), a od 1959 na Uniwersytecie Harvarda.
W roku 1966 został członkiem National Academy of Sciences.
Jest laureatem nagrody Nobla w dziedzinie chemii. Otrzymał ją w 1990 r. za całokształt swoich dokonań w syntezie totalnej i retrosyntezie. Ponadto przyznano mu wiele innych nagród i wyróżnień, m.in. ACS Award in Pure Chemistry przyznawaną przez American Chemical Society (1960) i Nagrodę Wolfa w dziedzinie chemii (1986). W roku 2002 National Academy of Sciences przyznała mu NAS Award in Chemical Sciences.